# Capela Palatina
Arcos sarracenos e mosaicos bizantinos
Capela Palatina (em italiano: Capella Palatina) é a capela real dos reis ítalo-normandos da Sicília, situada no térreo do Palácio dos Normandos, em Palermo, Itália.
A capela foi encomendada por Rogério II da Sicília in 1132 e foi construída sobre outra capela mais antiga, de 1080, e que agora funciona como cripta. Foram ao menos oito anos de construção e decoração de mosaicos e obras de arte. Os mosaicos do transepto ilustram fatos dos Atos dos Apóstolos e cada um deles está cercado por uma moldura. Os outros mosaicos, datados de 1160 e 1170, apresentam inscrições em latim. 
O santuário foi dedicado a São Pedro. A capela combina estilos de arquitetura normanda, islâmica e bizantina. É dotada de um trono carolíngio. 